# 尤迪卡堡
尤迪卡堡（義大利語：Castel di Iudica）是意大利西西里大区卡塔尼亞廣域市的一个市镇。总面积102平方公里，人口4722人，人口密度46.3人/平方公里（2009年）。ISTAT代码为087013。